# إلقس أذن الفيل
إلقس أذن الفيل أو قلقاس آذان الفيل (الاسم العلمي: Alocasia  macrorrhiza)، هو نبات ينتمي إلى قلقاسية (فصيلة: Araceae). الموطن الاصلي له في قارة اسيا (الهند، ماليزيا وأندونيسيا)، حيث يضم هذا الجنس حوالي 70 نوع من النباتات والشجيرات. يمتاز النبات بنموه البطيء، ويمكن أن يصل ارتفاعه إلى حوالي 3م تقريباً، ويجب الحذر من النبات لكون ان أجزاءه سامة، موعد التزهير في حالة توفر الظروف البيئية يكون في فصل الربيع لكن أزهاره غير ملفته للنظر لكونها صغيرة الحجم. يفضل نبات أذن الفيل الظروف المناخية الدافئة الرطبة، كما أنه لا يتحمل الجو البارد، ويمكن له ان ينجح كنبات داخلي في المنزل إذا وفرت له ظروف ملائمة من (رطوبة، ظل، مكان بدون تيارات هوائية باردة، وتربة رطبة جيدة التصريف والتهوية). يروى نبات أذن الفيل باعتدال عدا فترة الصيف حيث تزداد كمية الري، يتم تسميده بـالاسمدة الكيمياوية مرة شهرياً خاصة خلال موسم بدء النمو في الربيع وخلال الصيف. من أهم طرق اكثار نبات أذن الفيل هي التقسيم (التفصيص) وكذلك بواسطة البذور، وهو نبات يتميز بظاهرة نادرة إذ يفرز خلال الليل قطرات من الماء النقي الصافي.